# Paramonacanthus frenatus
Paramonacanthus frenatus és una espècie de peix de la família dels monacàntids i de l'ordre dels tetraodontiformes.

## Morfologia
- Els mascles poden assolir 8,7 cm de longitud total.
- Nombre de vèrtebres: 19.[4][5]

## Hàbitat
És un peix marí, de clima subtropical i demersal.

## Distribució geogràfica
Es troba des de Mombasa (Kenya) fins a Durban (Sud-àfrica).

## Observacions
És inofensiu per als humans.